# Rosalie Roozendaal
Rosalie Roozendaal (Amsterdam, 30 juli 1924 – Nijmegen, 12 augustus 1998) was een Nederlandse collaborateur en het jongste lid van ‘groep Ans van Dijk’.

## Levensloop
Roozendaal werd geboren op 30 juli 1924 in Amsterdam in een Joods gezin. Ze was de enige dochter van Siegfried Jozeph Roozendaal, directeur van conservenfabriek Tokita Product Onderneming, en de in Dortmund geboren Elisabeth Gosschalk. Het gezin verhuisde een jaar na de geboorte van Roozendaal naar Rijswijk. Vanuit Rijswijk verhuisden zij naar Den Haag, Berlijn en naar Porz, nabij Keulen. In 1930 keerde het gezin terug naar Amsterdam. In 1932 verhuisde Roozendaal met haar moeder voor een korte tijd naar Den Haag. Op 17 augustus 1933 werd de scheiding tussen haar ouders uitgesproken.
Vijf jaar na de scheiding van haar ouders hertrouwde haar moeder. Roozendaal verhuisde met haar moeder en stiefvader naar Hilversum. Aldaar begonnen haar moeder en stiefvader een pension aan de Schooklaan 12. Roozendaal bezocht in Hilversum de HBS, maar werd door haar stiefvader van school gehaald. Roozendaal ging in Amsterdam aan de slag als leerling-verkoopster bij Modemagazijnen Gebroeders Gerzon. Bij Gerzon leerde ze stenografie, handelscorrespondentie en typen. In deze periode woonde Roozendaal afwisselend bij haar moeder in Hilversum en bij haar vader in de Rivierenbuurt van Amsterdam. Naast haar werk als leerling-verkoopster was Roozendaal ook actief met zwemmen, tafeltennis en hockey.

## Tweede Wereldoorlog
Op 22 april 1942 hertrouwde haar vader. Datzelfde jaar verhuisden haar moeder en stiefvader naar Amsterdam. Roozendaal dook in het voorjaar van 1943 onder en gebruikte tijdens haar onderduik de naam 'Yvonne van Doorn'. Via haar vader vond ze enkele onderduikadressen en kwam in augustus 1943 via een kennis op de Nieuwe Prinsengracht terecht. De woning aan de Nieuwe Prinsengracht was van jodenverraadster Ans van Dijk. Van Dijk had Roozendaal overtuigd om haar ouders en stiefouders naar dit adres te laten komen. Roozendaal viel op deze manier samen met haar ouders en stiefouders in de handen van Gerrit Mozer, een beruchte jodenjager.
Roozendaal en haar moeder zouden worden vrijgelaten als Roozendaal in ruil daarvoor zou gaan werken voor het Bureau Joodsche Zaken, wat Roozendaal accepteerde. Ze werd, omdat ze onder de 18 was, junior medewerker onder Ans van Dijk. Roozendaal verhuisde samen met haar moeder naar een appartement van Van Dijk aan de Jekerstraat 46. Dit appartement fungeerde als een val voor Joden die probeerden onder te duiken. Roozendaal kreeg een relatie met de 27 jaar oudere, getrouwde Gerrit Mozer. Na de oorlog verklaarde ze dat haar seksuele relatie met Mozer niet consensueel was geweest.
In de periode tussen haar arrestatie en oktober 1943 was Roozendaal betrokken bij het verraad van zeker zes mensen. Onder deze mensen bevonden zich een kennis van Roozendaal en een voormalig zakenpartner van haar vader.
Samen met haar moeder vertrok Roozendaal naar Baarn, maar bleef betrokken bij het verraden van Joden. Samen met Ans van Dijk en Branca Simons was ze verantwoordelijk voor de arrestatie van een echtpaar uit Amsterdam. Roozendaal en haar moeder keerden na enige tijd terug naar Amsterdam. Aldaar was ze betrokken bij het verraad van een kennis. In januari 1944 dook Roozendaal opnieuw onder. Op het onderduikadres van Roozendaal bij een echtpaar in Heumen vertelde ze verzetsman Walter Jacques Maris en zijn echtgenote haar verhaal. Op 25 mei 1946 werd Roozendaal in Heumen opgepakt.

## Veroordeling
Roozendaal werd in kamp De Roskam in Weesp geïnterneerd. Door het Bijzonder Gerechtshof werd er op 12 september 1947 vier jaar cel geëist tegen Roozendaal. Bij het vonnis werden Roozendaals jonge leeftijd en moeilijke omstandigheden meegenomen. Uiteindelijk kreeg Roozendaal in september 1947 tweeënhalfjaar cel met aftrek van het voorarrest. Datzelfde jaar kwam Roozendaal weer vrij.
Na de oorlog bekeerde Roozendaal zich tot het katholicisme en huwde twee keer. Ze overleed in Nijmegen op 76-jarige leeftijd. Roozendaals moeder en stiefvader overleefden de oorlog. Haar vader en stiefmoeder kwamen beiden om.

## Toneel
- In het toneelstuk 'De Jodenverraadsters' van het Noord Hollands Toneel over Ans van Dijk wordt ook het verhaal van Rosalie Roozendaal belicht.[6]